# Sainte-Croix-aux-Mines
Sainte-Croix-aux-Mines – miejscowość i gmina we Francji, w regionie Grand Est, w departamencie Górny Ren.
Według danych na rok 1990 gminę zamieszkiwały 1932 osoby, a gęstość zaludnienia wynosiła 69 osób/km² (wśród 903 gmin Alzacji Sainte-Croix-aux-Mines plasuje się na 134. miejscu pod względem liczby ludności, natomiast pod względem powierzchni na miejscu 28.).